# III. Vilmos türingiai tartománygróf
Szász Vilmos (Meißen, 1425. április 30. – Weimar, 1482. szeptember 17.) vagy más néven Bátor Vilmos, németül: Wilhelm III. der Tapfere, luxemburgi nyelven: Wilhelm III. vu Sachsen, den Daperen, születése jogán szász herceg, aki III. Vilmos néven Türingia tartománygrófja és első felesége jogán Luxemburg de iure hercege is volt.

## Élete
Apja a Wettin-házból származó I. (Harcias) Frigyes, aki IV. Frigyes néven Meißen őrgrófja és I. Frigyes néven Szászország hercege és birodalmi választófejedelem volt. Anyja Braunschweigi Katalin. Első felesége Habsburg Anna magyar és cseh királyi hercegnő, Habsburg Albert magyar, német és cseh király és osztrák herceg és Luxemburgi Erzsébet magyar királyné legidősebb lánya. Habsburg Annától két lánya született. Másodszor 1463. július 6-án Weimarban Brandensteini Katalint vette feleségül, akitől nem születtek újabb gyermekei.
A német fejedelmek Vilmos leendő házastársának Habsburg Albert elsőszülött lányát, Annát szorgalmazták, ugyanakkor a lengyel udvarban már Anna születése után felmerült II. Jagelló Ulászló lengyel király elsőszülött fiával, III. Ulászló lengyel királlyal, későbbi magyar királlyal való házasságkötés lehetősége, kiegészítve 1437-ben a húgának, Erzsébetnek Ulászló öccsével, Kázmérral való eljegyzése, de Luxemburgi Zsigmond német-római császár és magyar király halálával (1437. december 9.) bizonytalanná vált ez a kérdés.
1439-ben merült fel újra a kettős házasság kérdése, de a német fejedelmek tiltakozásának hatására ismét kudarcba fulladt. Ők Vilmos jelöltségét támogatták, ezért újból jegelték ezt a kérdést. Annát ezért Vilmos családjához, a szász udvarba küldték.
Ugyanakkor 1439. május 29-én a budai országgyűlés határozatai között szerepelt, hogy Albert király kizárólag a magyar rendek hozzájárulásával dönthet a leányai, Anna és Erzsébet házasságainak az ügyében.
1442. december 13-án a Luxemburgi Erzsébet és I. Ulászló közötti megegyezés értelmében Annát eljegyezték Ulászlóval, míg húgát, Erzsébet hercegnőt Ulászló öccsével, Jagelló Kázmér lengyel és litván herceggel. 
Az a tény, hogy Anna már Szász Vilmossal volt eljegyezve, és a szász udvarban tartózkodott ekkor, nem jelentett gondot, hiszen nem volt ritka eset ebben a korban, hogy egyszerre több személlyel is eljegyezzenek valakit, akik közül az adott helyzetben a politikailag legelőnyösebb jelölttel történt meg végül a házasságkötés.
Anna és Vilmos I. Ulászló halála (1444) miatt újra jegyesek lettek, és végül 1446-ban össze is házasodtak, amikor I. Ulászló visszatérésére és életben maradására nem sok esély volt már.
Felesége, Anna amint tudomást szerzett az öccse, V. László haláláról (1457. november 23.)  mint annak törvényes örököse, rögtön felvette a Magyarország, Csehország, Horvátország, Dalmácia született királynője (regina nata), Ausztria és Luxemburg hercegnője, valamint Morvaország őrgrófnője címeket. Vilmos pedig a felesége törvényes gyámjának (legitimus tutor) címezte magát, és megbízottait Bécsbe küldte, hogy vegyék fel a kapcsolatot Montschiedel Boldizsár kinevezett zágrábi püspökkel. A vele való tárgyalásról Vilmos követei 1457. december 13-án tettek jelentést, de Vilmos három hétig habozott, nem tett lépéseket a magyar trón megszerzésére. Vilmos a felesége, Anna nevében sikertelenül próbálta megszerezni a magyar trónt I. Mátyás királlyal szemben, hiszen a királyválasztó országgyűlésre (1458. január 24.) követeket nem küldött, ehelyett Anna hercegnő egykori gyámjához, a Habsburg-ház fejéhez, III. Frigyes német-római császárhoz fordult segítségért, amivel taktikai hibát követett el, hiszen ez sértés volt a magyar rendekkel szemben, és emiatt sok időt vesztegetett, és végül ezzel a tettével éppen azt érte el, hogy nem vették figyelembe a királyválasztásnál. III. Frigyest pedig azzal bőszítette fel, hogy Ausztria örökségét is követelte, holott az csak férfiágon volt örökölhető. A kudarc ellenére Anna hercegnő „Magyarország és Csehország királynőjének” címezte magát egészen a haláláig.

## Gyermekei
- 1. feleségétől, Habsburg Anna (1432–1462) magyar trónkövetelőtől, Habsburg Albert magyar, német és cseh király és osztrák herceg és Luxemburgi Erzsébet magyar királyné legidősebb lányától, 2 leány:
  - Margit (1449–1501), férje I. János Cicero (1455–1499) brandenburgi őrgróf és választófejedelem, 7 gyermek, többek között:
    - I. Joachim brandenburgi választófejedelem (1484–1535)
    - Hohenzollern Anna (1487–1514), férje I. (Oldenburgi) Frigyes (1471–1533), Schleswig–Holstein–Gottorp hercege, 1523-tól dán és norvég király, 2 gyermek
    - Brandenburgi Albert (1491–1545) mainzi érsek

  - Katalin (1453–1534), férje II. (Podjebrád) Henrik (1452–1492) münsterbergi[7] herceg, I. (Podjebrád) György cseh király fia és Podjebrád Katalin magyar királyné féltestvére, 2 gyermek
- 2. feleségétől, Brandensteini Katalintól (–1492), nem születtek gyermekei